# Igor de Souza
Igor de Souza Fonseca (Maceió, 19 de febrero de 1980) es un exfutbolista  brasileño con pasaporte portugués, que jugaba como delantero. Es hermano de Yuri de Souza y primo de Charles Dias.

## Trayectoria deportiva
Al igual que su hermano Yuri de Souza, Igor desarrolló la mayor parte de su carrera futbolística en Portugal, pues es su lugar de residencia desde los siete años. Igor de Souza pasó por los mismos equipos por los que lo hizo su padre Alexandre (en sus tiempos defensa central). Comenzó a jugar en el Bragança y posteriormente formó parte de equipos como el Desportivo das Aves, Marialvas, Gondim y Pedrouços. El equipo con el que se hace un nombre en el fútbol portugués es el FC Maia, en el que coincide durante dos años con su hermano Yuri de Souza. En el año 2000 logra su mejor cifra de goles de los últimos años, ya que anota un total de 26 tantos en 30 partidos. Un año más tarde, en la temporada 2001-2002, anota 9 goles en 27 partidos. Una temporada después, también enrolado en las filas del Maia, logra anotar 20 tantos en liga y 2 tantos en la Taça de Portugal. 
Estos fantásticos números le abren las puertas del Sporting Braga, que se hace con sus servicios en la temporada 2002-2003. No consigue un buen bagaje de goles en su primera temporada en el club bracarense, pues anota 4 tantos en 22 partidos. En la temporada siguiente, se marcha cedido al Vitoria Setúbal, logra marcar en liga 7 goles en 29 encuentros. Pero su mayor logro llega en la Taça de Portugal, torneo del que su equipo se proclama campeón en mayo de 2005. Igor es uno de los culpables de tal éxito, pues se encarga de anotar el gol que le daría al Vitoria Setúbal el pase a las semifinales, gol que curiosamente le marcó el Sporting Braga, equipo que tenía sus derechos federativos.
En el verano de 2005, se marcha cedido al CF Estrela Amadora, club con el que apenas juega tres partidos, ninguno de ellos de titular. El hecho de gozar de pocas oportunidades hace que rescinda el contrato con el CF Estrela Amadora. 
En diciembre de 2005, el Sporting Braga llega a un acuerdo para la cesión del delantero brasileño con el Pontevedra CF, equipo en el que vuelve a coincidir de nuevo con su hermano Yuri de Souza. Debuta a comienzos de enero de 2006 en un Pontevedra 3-1 Celta B, logrando el propio Igor los tres goles. En su primera temporada en la Liga Española, vuelve a recuperar la ilusión por el fútbol y vuelve a convertirse en el goleador de antaño. En apenas media temporada, unos 19 partidos, logra anotar la nada despreciable cifra de 15 goles, convirtiéndose en ídolo de la afición granate. 
En la temporada 2006-2007, a pesar del interés de varios equipos de Segunda División en hacerse con sus servicios, Igor sigue en el Pontevedra CF en calidad de cedido por el Sporting Braga, equipo que aun tiene sus derechos federativos. Igor se hace un hueco desde el comienzo de liga, aunque no goza del olfato goleador que mostró en su primera temporada como granate. Juega un total de 32 partidos y anota 5 goles. 
En el verano del 2007 el Pontevedra CF ejerce la opción de compra que tiene sobre él y pasa a formar parte del equipo, en el que cumplirá su tercera temporada. Igor para muchos es el mejor delantero de la 2 B a quien comparan con Adriano, el discolo jugador del Inter.
En 2009 Igor disputó desde enero 14 partidos y marcó 3 goles en el Girona FC, club en el que recaló tras su desafortunada experiencia de seis meses en el Ipatinga: intervino en sólo 2 encuentros.
En ese mismo verano cuando todo indicaba que el atacante brasileño Igor de Souza (29) sería traspasado al Córdoba, Pontevedra y Levante acuerdan la llegada del jugador a la entidad valenciana a préstamo hasta junio de 2010.
En el mercado de invierno en enero de 2010 vuelve al Pontevedra Club de Fútbol.
El 28 de enero de 2011 es cedido al Club Deportivo Tenerife para reforzar su delantera de cara a la segunda vuelta del campeonato de Liga de 2ª División. En julio de 2011 ficha por la UD Salamanca. 
En 2013 tras la desaparición de la UD Salamanca se marcha a jugar a Grecia.

## Clubes
| Club                        | País     | Año       |
| --------------------------- | -------- | --------- |
| FC Maia                     | Portugal | 1997-1999 |
| Pedrouços AC (cedido)       | Portugal | 1999-2000 |
| FC Maia                     | Portugal | 2000-2003 |
| SC Braga                    | Portugal | 2003-2004 |
| Vitória Setúbal FC (cedido) | Portugal | 2004-2005 |
| CF Estrela Amadora (cedido) | Portugal | 2005      |
| Pontevedra CF (cedido)      | España   | 2006      |
| Pontevedra CF               | España   | 2006-2008 |
| Ipatinga FC (cedido)        | Brasil   | 2008      |
| Girona FC (cedido)          | España   | 2009      |
| Levante UD (cedido)         | España   | 2009      |
| Pontevedra CF               | España   | 2009-2011 |
| CD Tenerife (cedido)        | España   | 2011      |
| UD Salamanca                | España   | 2011-2013 |
| Panthrakikos Komotini       | Grecia   | 2013-2016 |
| Doxa Dramas                 | Grecia   | 2016-2017 |
| CD Boiro                    | España   | 2017-2018 |
| FC Maia                     | Portugal | 2018-2019 |
| CD La Virgen del Camino     | España   | 2019-2020 |